# La sedia vuota
La sedia vuota (The Empty Chair) è un thriller scritto da Jeffery Deaver. Fa parte del ciclo di Lincoln Rhyme

## Trama
Lincoln si reca con Amelia Sachs in Carolina del Nord per sottoporsi a una rischiosa operazione sperimentale che gli consentirebbe di riprendere l'uso degli arti paralizzati. La città che li ospita, però, è stata di recente teatro di un omicidio e di un rapimento: i due investigatori vengono coinvolti nelle indagini dalla polizia locale, capitanata da Jim Bell, cugino di un loro collaboratore a New York.
Principale indiziato è Garret Hanlon, l'Insetto, un ragazzo emarginato che deve il suo soprannome alla passione morbosa che nutre verso gli insetti.
Amelia giungerà presto a conclusioni discordanti rispetto a quelle del compagno, e convinta dell'innocenza del ragazzo, per scagionarlo fugge con lui nei boschi per andare dove si trova la ragazza rapita. Braccata dalla polizia locale, da tagliagole professionisti e dallo stesso Rhyme, Amelia alla fine capirà chi sono i veri colpevoli.

## Edizioni
- Jeffery Deaver, La Sedia Vuota, traduzione di Maura Parolini, Matteo Curtoni, collana Romanzi e racconti, Sonzogno, 2000,  p. 414, ISBN 88-454-1168-0.